# Mint (singel Namie Amuro)
Mint – czterdziesty drugi singel Namie Amuro. Został wydany 18 maja 2016 roku, w wersji CD i CD+DVD.

## Lista utworów
CD
| 1. | Mint                     | 3:50  |
|    |                          |       |
| 2. | Chit Chat                | 3:45  |
|    |                          |       |
| 3. | Mint (instrumental)      | 3:50  |
|    |                          |       |
| 4. | Chit Chat (instrumental) | 3:45  |
|    |                          |       |
|    |                          | 15:10 |
|    |                          |       |
DVD
| 1. | Mint (Teledysk) |  |
|    |                 |  |

## Oricon
| Diagram                                                    | Pozycja |
| ---------------------------------------------------------- | ------- |
| Dzienny diagram Oricon (w pierwszym dniu sprzedaży)        | #2      |
| Tygodniowy diagram Oricon (w pierwszym tygodniu sprzedaży) | #4      |
| Miesięczny diagram Oricon (w pierwszym miesiącu sprzedaży) | #10     |
| Roczny diagram Oricon                                      | #-      |

### Pozycje wykresu Oricon
Singiel „Mint” zajął 4. miejsce w cotygodniowym wykresie Oriconu. Ogólna sprzedaż wyniosła 46 231 egzemplarzy.

## Ciekawostki
Piosenka „Mint” posłużyła jako piosenka przewodnia do serialu „Boku no Yabai Tsuma”. Utwór był bardzo udany po wydaniu online. Piosenka osiągnęła 1. miejsce na wykresach RecoChoku i znalazła się na szczycie listy iTunes. 19 sierpnia 2016 r. została wydana płyta winylowa, zawierająca oba utwory.